# Giovanni di Beaumont
Giovanni di Beaumont (1288 – 11 marzo 1356) è stato un nobile olandese fratello minore di Guglielmo I di Hainaut, signore di Beaumont e conte di Soissons in virtù del suo matrimonio.

## Biografia
Nacque come Giovanni di Hainaut, lord di Noordwijk, Beaumont, Gouda e Schoonhoven, molto probabilmente nel 1288, figlio del conte Giovanni I di Hainaut e Filippa di Lussemburgo, nonché fratello di Alice di Hainaut.
Quando suo zio Giovanni I d'Olanda morì nel 1299, non lasciò alcun discendente. Di conseguenza, suo padre ereditò le contee Olanda e Zelanda come Giovanni II, conte d'Olanda attraverso sua madre Adelaide d'Olanda. Da quel momento in poi le contee di Hainaut, Olanda e Zelanda furono governate dallo stesso sovrano. Giovanni acquistò, per suo figlio, la "heerlijkheid" (paragonabile all'inglese baronia) di Beaumont, situato nel sud dei Paesi Bassi. 
Il conte Giovanni II d'Olanda morì nel 1304 lasciando il contado a suo figlio Guglielmo I di Hainaut. Il 21 giugno 1308, Giovanni ricevette da suo fratello tutti i possedimenti di Gerard van Velsen, Willem van Zanden e Gerard Craaitenhout. Ciò includeva le heerlijkheid di Noordwijk e Beverwijk. Il 23 luglio 1313 Noordwijk e Beverwijk furono elevati a "hoge heerlijkheid" (letteralmente: "alta baronia"), collocandoli tra i feudi più importanti dell'Olanda. Nel 1316 Giovanni divenne signore di Tholen. Goes entrò in suo possesso dopo essere stato preso dalla famiglia Borssele. Le sue residenze più importanti erano Beaumont e il castello di Schoonhoven nel sud dei Paesi Bassi. Nel 1340 fondò un monastero Carmelitano a Schoonhoven.
Sposò Margaret di Soissons, che gli diede il titolo di conte di Soissons. La coppia ebbe 5 figli.
Giovanni sostituiva spesso il fratello assente nel ruolo di governatore d'Olanda. Nel 1326 guidò una spedizione in Inghilterra, attraverso la quale il re Edoardo II fu cacciato e sostituito dal re Edoardo III. Nel 1340 fu reggente di Olanda e Zelanda per conto di suo nipote, conte Guglielmo II di Hainaut per un breve periodo. Nel 1345 guidò una spedizione in Frisia insieme a Guglielmo II. Alla battaglia di Warns Guglielmo fu ucciso dai frisoni mentre Giovanni di Beaumont riuscì a malapena a fuggire. Rivendicò il diritto di successione alle tre contee, ma alla fine la successione venne assegnata alla sorella del conte Guglielmo. Di conseguenza, Giovanni lasciò l'Olanda e viaggiò in Francia, dove fu presente alla Battaglia di Crécy. Qui suo genero Luigi I di Blois-Châtillon venne ucciso. Ciò rese suo nipote Giovanni II di Blois-Châtillon erede di preziosi possedimenti in Olanda e in Zelanda. In seguito Giovanni risiedette alla corte di  Margherita di Borgogna.
Giovanni ebbe un figlio illegittimo per il quale acquistò la heerlijkheid Treslong in Piccardia. Da lui discende la famiglia Bloys di Treslong.
Morì l'11 marzo 1356.

## Bloys di Treslong
Bloys di Treslong è una famiglia che discende dal figlio illegittimo di Giovanni di Beaumont ed ha avuto cinque ufficiali superiori nella marina dei Paesi Bassi.
- Willem Bloys van Treslong (1529–1594)
- Jacob Arnout Bloys di Treslong (1756–1826)
- Johan Arnold Bloys di Treslong (1757–1824)
- William Otto Bloys di Treslong (1765–1837)
- Cornelius Ysaac Bloys di Treslong (1763–1826)